# 朗湖 (布盧門霍爾茨)
53°23′26″N 13°06′13″E / 53.39051°N 13.10349°E

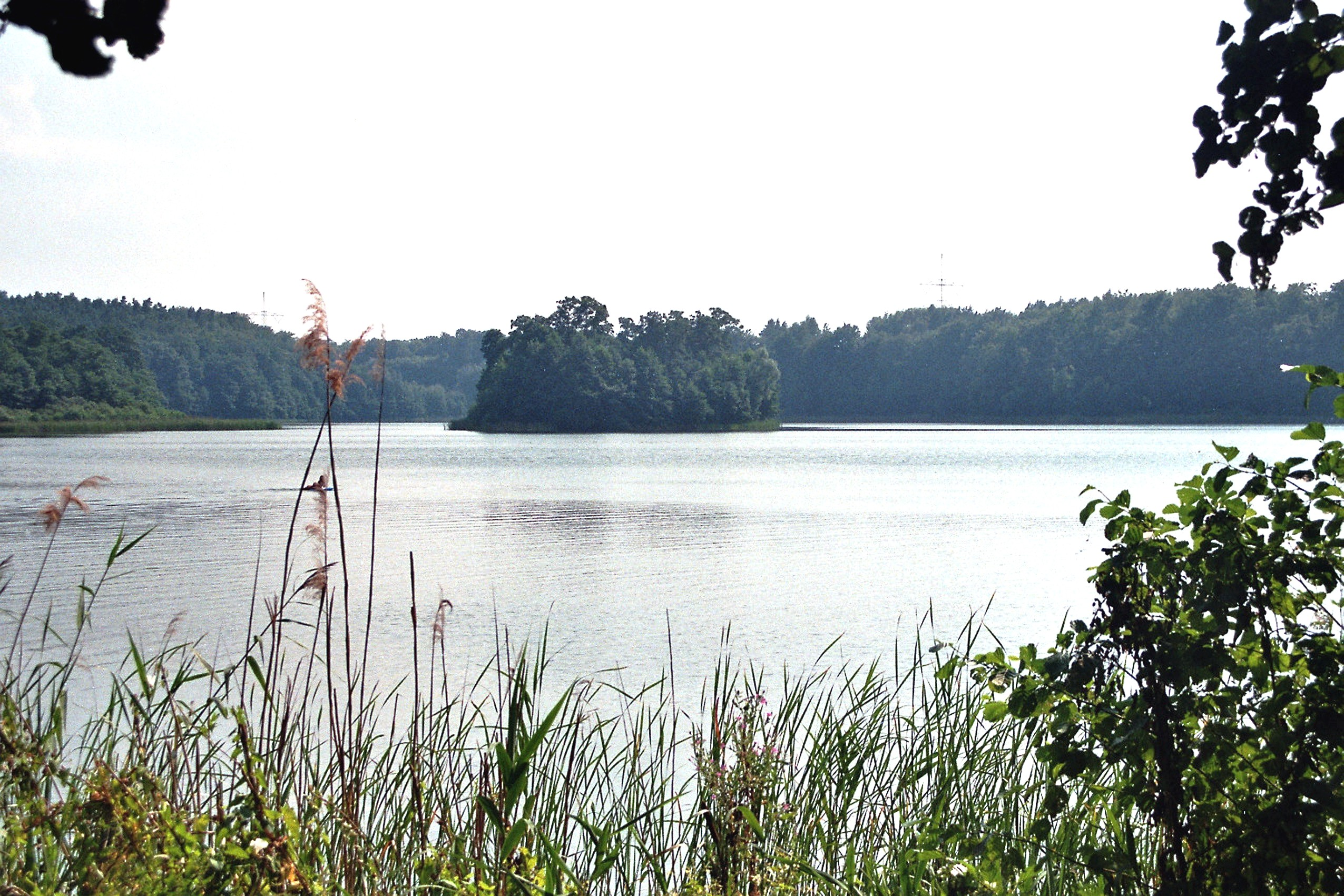

朗湖（德語：Langer See），是德國的湖泊，位於該國東北部，由梅克倫堡-前波美拉尼亞州負責管轄，處於梅克倫堡湖區縣，面積0.42平方公里，海拔高度69米，平均水深6.6米，最大水深18.4米。